# Zwei erfolgreiche Verführer
Zwei erfolgreiche Verführer ist eine US-amerikanische Filmkomödie von Regisseur Ralph Levy aus dem Jahr 1964 mit Marlon Brando, David Niven und Shirley Jones. 1988 folgte mit Zwei hinreißend verdorbene Schurken eine Neuverfilmung mit Steve Martin, Michael Caine und Glenne Headly und 2019 Glam Girls – Hinreißend verdorben mit Anne Hathaway und Rebel Wilson eine weitere Neuverfilmung.

## Handlung
Zwei durchaus charmante Hochstapler versuchen reiche Damen auszunehmen, indem sie sie verführen. Dabei kommt einer dem anderen in die Quere, bis sie auf die attraktive Janet Walker treffen...

## Kritik
„Gut gespielte, heitere Unterhaltung mit recht frivolem Witz und unverhohlener Sympathie für die beiden ‚Helden‘.“